# Signal Hill
Signal Hill ist eine Stadt im Los Angeles County im US-Bundesstaat Kalifornien der Vereinigten Staaten. 

## Geographie
Die Stadt liegt auf dem gleichnamigen Hügel an der San Pedro Bay und wird von Long Beach vollständig umschlossen. Weitere Städte in der Nähe sind Los Angeles, Carson und Lakewood. 

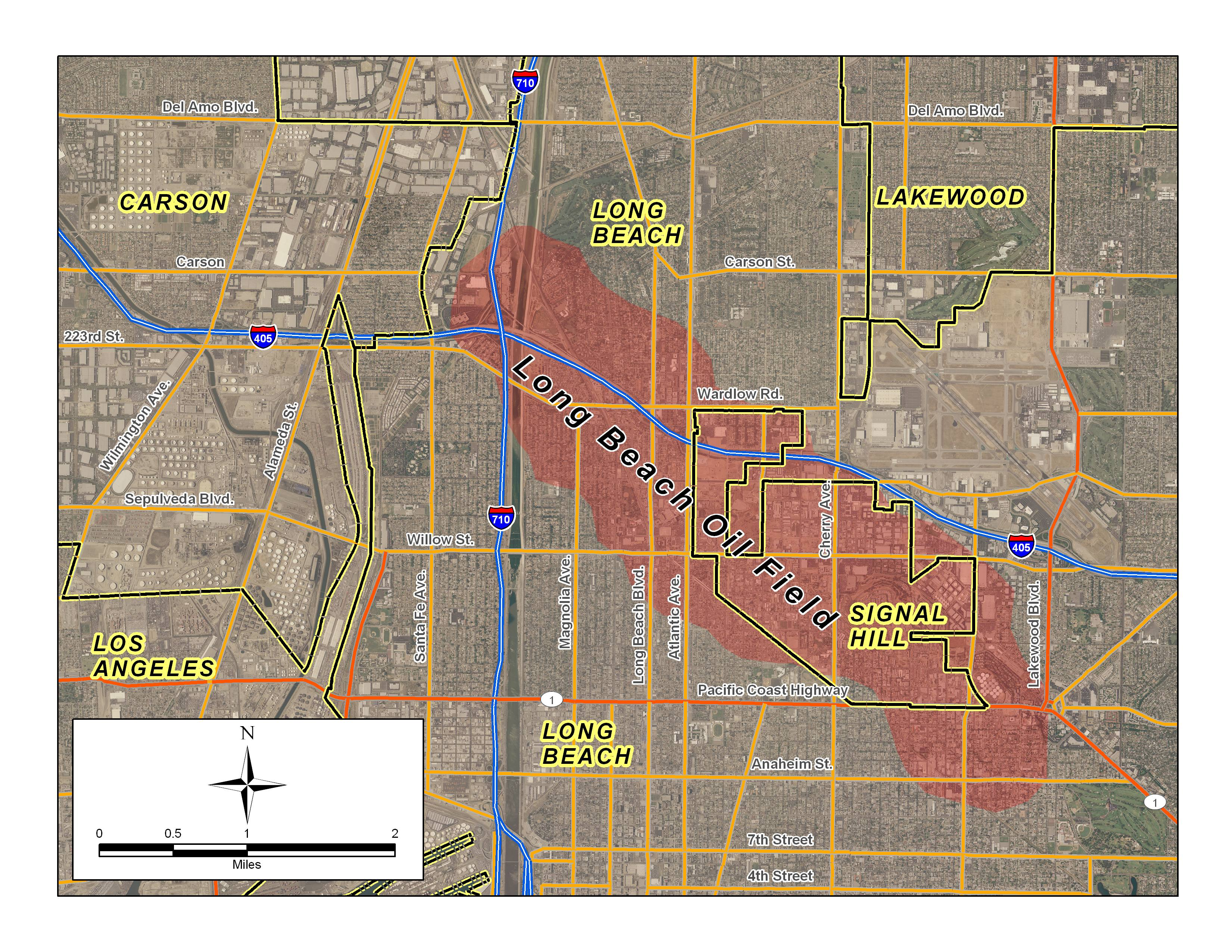
Ausdehnung des Long-Beach-Ölfeld.

Der Hügel ist Teil der Newport-Inglewood-Verwerfung und liegt über dem Long-Beach-Ölfeld, zuweilen auch Signal Hill Field genannt, eines der pro Quadratmeter ertragreichsten Ölfeldern weltweit.

## Bevölkerung
Laut der Volkszählung 2000 lebten in Signal Hill 9.273 Personen. 35,9 % waren davon Weiße, 29 % Latino, 18,9 % Asiatische Amerikaner und 10,6 % Afroamerikaner. Der Anteil der letzten beiden Gruppen war überdurchschnittlich hoch im Vergleich zum Los Angeles County.
Das U.S. Census Bureau hat bei der Volkszählung 2020 eine Einwohnerzahl von 11.848 ermittelt.

## Geschichte
Die Höhe des namengebenden Hügels hatte bereits in der Kolonialzeit als Aussichtspunkt gedient. Der Name Signal Hill tauchte erstmals 1887 im Rahmen einer Landvermessung auf, als der Hügel als Triangulationspunkt genutzt wurde. Ende des 19. Jahrhunderts wurde das Gebiet landwirtschaftlich genutzt. G.W. Hughes sah die exponierte Lage mit Seeblick und Blick über das Los-Angeles-Becken als idealen Ort um exklusive Wohngrundstücke zu verkaufen. Die von ihm begründete Signal Hill Improvement Company sorgte für Wasser- und Stromanschluss und teilte das Land auf.
Royal Dutch Shell erwarb im Südwesten des heutigen Signal Hill ein Grundstück und nahm Probebohrungen vor. Am 23. Juni 1921 wurde auf Öl gestoßen, es setzte ein kleiner Ölrausch ein und zahlreiche Bohrtürme entstanden, es folgten Kneipen, Glücksspieler, Prostitution und Signal Hill erlebte einen Boom. Das angrenzende Longbeach unternahm Schritte Signal Hill einzugemeinden, um durch Steuern am Ölboom teilzunehmen. Daraufhin organisierten die Ölunternehmen eine Volksabstimmung, um Signal Hill zu einer selbstständigen Stadt zu erheben. Die Abstimmung war erfolgreich. Die Stadt wurde 1924 offiziell gegründet.

## Persönlichkeiten
- Ariana Washington (* 1996), Leichtathletin